# Nansenbyrån
Nansenbyrån, formellt Office international Nansen pour les réfugiés, var en organisation inom Nationernas förbund som arbetade med flyktinghjälp. Organisationen, som var uppkallad efter Fridtjof Nansen, belönades 1938 med Nobels fredspris.
Organisationen, som var verksam mellan 1931 och 1939, bistod sammanlagt cirka 800 000 flyktingar. Nansenbyrån finansierades delvis med hjälp av medel från Fridtjof Nansens fredspris från 1922.